# 아르센 하이츠

유럽기

아르센 하이츠(프랑스어: Arsene Heitz, 1908년 3월 27일 ~ 1989년)는 프랑스의 제도사이다. 폴 M. G. 레비와 함께 유럽기를 공동 제작한 것으로 유명하다.

## 생애
스트라스부르 출신인 하이츠는 1950년부터 1955년 사이에 유럽 평의회 우편국에서 근무했고 유럽 평의회 기록 보관소에 보존된 101개의 디자인들 가운데 21개를 제출했다.
하이츠는 다른 그림들 중에서 파란색 바탕에 하나의 원을 형성하고 있는 15개의 금색 별이 그려진 그림을 제작했는데 이는 요한의 묵시록에 등장하는 천상의 모후에서 영감을 받은 것이다. 또한 이 디자인은 1953년에 유럽 평의회가 스트라스부르 대성당에 기증한 장미의 창문에 묘사된 성모 마리아의 후광에 그려진 12개의 별 그림과도 일치한다. 하이츠는 "5개의 광선을 가진 12개의 금색 별이 꼭짓점이 서로 닿지 않은 채로 왕관을 형성하고 있는 디자인"을 제안했다.
12개의 별이 그려진 하이츠의 유럽기 디자인은 유럽 평의회에서 채택되었고 나중에 폴 M. G. 레비에 의해 완성되었다. 1955년에 유럽기를 디자인한 하이츠는 《루르드》 잡지에서 자신이 "신약성경의 마지막 부분인 요한의 묵시록에서 언급된 "태양의 옷을 입은 여성"에서 영감을 받았다고 밝혔는데 여성의 머리에는 12개의 별로 만든 왕관(계시록 12:1)을 쓰고 있다. 하이츠는 12개의 별이 갖는 상징적 의미에 대한 견해에 영향을 미쳤을지도 모르는 기적의 메달에 소속된 독실한 로마 가톨릭교회 신자였다고 한다.